# 利特爾羅克 (伊利諾伊州)
利特爾羅克（英語：Little Rock）是位於美國伊利諾伊州肯德爾縣的一個非建制地區。該地的面積和人口皆未知。

## 地理
利特爾羅克的座標為41°43′03″N 88°34′35″W / 41.71750°N 88.57639°W，而該地的平均海拔高度為220米（即722英尺）。